# George Ratkovicz
George Webster Ratkovicz (Chicago, 13 novembre 1922 – Webster, 10 novembre 2007) è stato un cestista statunitense, professionista nella NBL e nella NBA.

## Statistiche

### NBA

#### Regular Season
| Anno      | Squadra            | PG  | PT | MP   | TC%  | 3P% | TL%  | RP  | AP  | PRP | SP | PP   |
| --------- | ------------------ | --- | -- | ---- | ---- | --- | ---- | --- | --- | --- | -- | ---- |
| 1949-1950 | Syracuse Nationals | 62  | -  | -    | 36,9 | -   | 60,6 | -   | 2,0 | -   | -  | 8,6  |
| 1950-1951 | Syracuse Nationals | 66  | -  | -    | 41,5 | -   | 73,1 | 8,3 | 2,9 | -   | -  | 12,9 |
| 1951-1952 | Syracuse Nationals | 66  | -  | 20,5 | 34,9 | -   | 67,4 | 5,0 | 1,4 | -   | -  | 7,5  |
| 1952-1953 | Baltimore Bullets  | 10  | -  | 19,7 | 37,2 | -   | 51,4 | 5,2 | 1,8 | -   | -  | 5,1  |
| 1952-1953 | Milwaukee Hawks    | 61  | -  | 33,4 | 33,3 | -   | 72,3 | 7,7 | 3,3 | -   | -  | 10,3 |
| 1953-1954 | Milwaukee Hawks    | 69  | -  | 31,4 | 39,3 | -   | 64,5 | 7,6 | 2,2 | -   | -  | 8,3  |
| 1954-1955 | Milwaukee Hawks    | 9   | -  | 11,3 | 15,8 | -   | 43,5 | 1,9 | 1,4 | -   | -  | 1,8  |
| Carriera  | Carriera           | 343 | -  | 27,3 | 37,2 | -   | 67,3 | 6,9 | 2,3 | -   | -  | 9,2  |

#### Playoffs
| Anno     | Squadra            | PG | PT | MP  | TC%  | 3P% | TL%  | RP  | AP  | PRP | SP | PP   |
| -------- | ------------------ | -- | -- | --- | ---- | --- | ---- | --- | --- | --- | -- | ---- |
| 1950     | Syracuse Nationals | 11 | -  | -   | 38,8 | -   | 68,5 | -   | 1,9 | -   | -  | 13,1 |
| 1951     | Syracuse Nationals | 7  | -  | -   | 47,5 | -   | 74,5 | 9,0 | 2,0 | -   | -  | 13,9 |
| 1952     | Syracuse Nationals | 6  | -  | 9,8 | 33,3 | -   | 40,0 | 3,7 | 0,5 | -   | -  | 3,0  |
| Carriera | Carriera           | 24 | -  | 9,8 | 41,0 | -   | 66,9 | 6,5 | 1,6 | -   | -  | 10,8 |

## Palmarès
- Campione NBL (1947)